# Senilità (film)
Senilità è un film del 1962 diretto da Mauro Bolognini, tratto dall'omonimo romanzo di Italo Svevo.
Presentato al Festival di San Sebastian, ha vinto il premio per la miglior regia.

## Trama

Claudia Cardinale e Anthony Franciosa in una scena del film

Avvicinandosi ai 40 anni, Emilio cerca una relazione a breve termine senza nessuna responsabilità. Cerca di emulare il suo amico Stefano (un donnaiolo di successo) e le storie di avventura di cui ha tanto letto nei libri, ma non ha vissuto. Incontra la bella e vivace Angiolina, una donna che percepisce libera e innocente.
Un collega di Emilio lascia intendere che Angiolina potrebbe non essere proprio l'angioletto che il suo nome suggerisce. Le foto nella sua casa suggeriscono che ha conosciuto diversi uomini in precedenza. Le progressive osservazioni di Angiolina, nei dintorni di Trieste, la rivelano con più uomini. La ragazza sviluppa anche un rapporto istantaneo con Stefano, e lui la convince a posare per lui nel suo lavoro di scultore.
Nel frattempo, Amalia, sorella di Emilio, si innamora del talentuoso Stefano. Quando Emilio impedisce a Stefano di vederla, le conseguenze sono tragiche.

## Produzione
Il regista Mauro Bolognini, che già in passato si era interessato a trasposizioni letterarie (Pratolini, Brancati, Moravia, Pasolini), nel 1960 decise di affrontare Svevo nell'avvicinarsi del centenario della sua nascita e sottopose il progetto al produttore Moris Ergas. Per realizzare il film, questi mise insieme una coproduzione italo-francese (con l'aggiunta di capitali americani) ma i coproduttori stranieri avrebbero finanziato il film a condizione che venisse ambientato a Venezia. Letizia Fonda Savio, figlia dello scrittore, pose però un veto irrevocabile e così le riprese vennero effettuate a Trieste nell'autunno 1961.
Vennero tuttavia apportati alcuni cambiamenti al romanzo, come ad esempio lo spostamento dell'azione dal 1898 (anno in cui il romanzo vide la luce a puntate su un quotidiano locale) al 1928, sia per ragioni pratiche, sia perché alla stessa epoca lo scrittore ne aveva elaborato una seconda stesura, più curata e completa. 

## Distribuzione
Il film, dopo una proiezione in anteprima a Trieste, venne distribuito in Italia a partire dal marzo 1962. All'estero, dopo la presentazione al Festival di San Sebastián nel giugno 1962 (dove il regista venne premiato), venne via via distribuito in tutta Europa.

## Accoglienza
(Mauro Bolognini, citato in Trieste e il cinema, 2019)
Il film, oltre che di alcuni cambiamenti rispetto al romanzo (Emilio troppo bello e giovane, Angiolina troppo mora  e mediterranea), venne accusato anche di calligrafismo, per il prevalere dell'eleganza formale rispetto all'attenzione alle sfumature dei caratteri e dell'intreccio, nonostante il regista stesso avesse avvertito l'esigenza di introdurre una voce narrante che collegasse le sequenze e spiegasse i passaggi emotivi. Da subito venne invece apprezzata la descrizione di una Trieste evocata nelle architetture neoclassiche, nei viali, nel lungomare, nei vecchi caffè.

## Riconoscimenti
- 1962 – Festival internazionale del cinema di San Sebastián
  - Concha de Plata al miglior regista a Mauro Bolognini
- 1963 – Nastro d'argento
  - Migliori costumi a Piero Tosi
  - Migliore scenografia a Luigi Scaccianoce